# 陳秀熙
陳秀熙，台灣大學流行病學與預防醫學研究所教授、公共衛生學院副院長。

## 學歷
- 臺北醫學大學 牙醫系 學士
- 國立陽明大學 流行病學研究所 碩士
- 劍橋大學 生物統計研究所 碩士、博士